# Bomba de ar Kearny

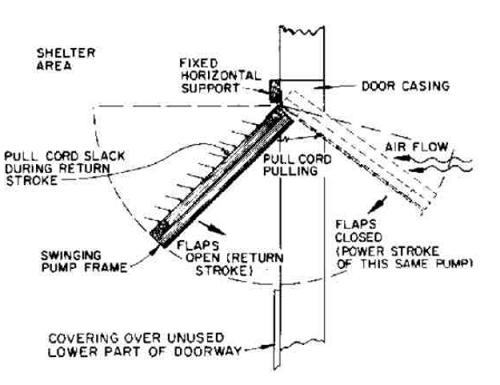
Bomba de ar Kearny numa porta (com as abas abertas durante o seu percurso de retorno).

A bomba de ar Kearny é uma bomba de ar prática usada para ventilar um abrigo. O design é tal que uma pessoa com habilidades mecânicas normais pode construir e operar um. Geralmente é movido a energia humana e projetado para ser usado em tempos de crise. Foi projetado para ser usado num abrigo antiaéreo, mas pode ser usado em qualquer situação em que seja necessária ventilação de emergência, como após um furacão.
Foi desenvolvida a partir de investigação realizada no Laboratório Nacional de Oak Ridge por Cresson Kearny e publicado em Nuclear War Survival Skills.
O princípio básico é criar uma superfície plana com palhetas que fecham quando o ar se move e abrem quando retornam à posição inicial. O design foi derivado do punkah.